# Alicia Masters
Alicia Masters is een personage uit de strips van Marvel Comics, met name die van de Fantastic Four en Silver Surfer. Ze werd bedacht door Stan Lee en Jack Kirby, en verscheen voor het eerst in The Fantastic Four #8 (november 1962).
Masters is een blinde beeldhouwer die in staat is zeer goed lijkende beelden van mensen te maken enkel gebaseerd op gevoel en herinneringen. Ze is lange tijd de vriendin geweest van Thing. Ook hielp ze de Silver Surfer menselijk emoties kennen.

## Geschiedenis
Masters werd geïntroduceerd in The Fantastic Four #8, samen met haar stiefvader: de superschurk Puppet Master. Ze helpt hem in eerste instantie in zijn strijd tegen de Fantastic Four, maar wanneer ze Thing leert kennen keert ze zich tegen hem. Ze zorgt zelfs per ongeluk dat haar stiefvader uit een raam valt en blijkbaar omkomt. In een later verhaal werd onthuld dat de Puppet Master verantwoordelijk is voor Alicia’s blindheid.
Alicia Masters was lange tijd een vast personage in de Fantastic Four strips, als geliefde van Thing. Haar liefde voor hem was een vast onderdeel van veel plotwendingen, waaronder Things onbewuste verzet tegen Reed Richards pogingen hem weer normaal te maken. De fysiek zwakke Masters verkeerde ook vaak in gevaar.
Alicia speelde een belangrijke rol in een van de beroemdste Fantastic Four verhalen; "The Coming of Galactus," in Fantastic Four #48-50 (van maart tot en met mei 1966). In dit verhaal komt de Silver Surfer voor het eerst naar de Aarde en stort neer in Alicia’s appartement. Zij leerde hem menselijke emoties, en maakte dat hij zijn meester, Galactus, verliet om de Aarde te verdedigen.
Toen Thing besloot op een andere planeet waar hij naar op commando kon veranderen van mens naar monster te blijven, werd Masters verliefd op Johnny Storm. De twee trouwden ook, maar in een latere hervertelling werd onthuld dat de “Alicia” waar Johnny mee getrouwd was eigenlijk Lyja was, een vrouwelijk lid van de vormveranderende Skrulls.
Alicia begon een relatie met de Silver Surfer en verliet zelfs de Aarde met hem. Ze keerde nog wel even terug naar de Aarde om Ben op te zoeken.

## Ultimate Marvel
De Ultimate Marvel versie van Alicia Masters werd geïntroduceerd in Ultimate Fantastic Four #29. Hierin is ze een beeldhouwstudente op een kunstschool.

## Andere media
- Alicia maakte haar animatieserie debuut in de The Incredible Hulk animatieserie uit 1982. Ze verscheen in de aflevering Bruce Banner: Unmasked waarin haar stiefvader de hele stad en de Hulk in zijn macht neemt. Zij is de enige die hij niet tot een marionet maakt.

- Alicia Master’s verscheen eveneens in de Fantastic Four animatieserie uit 1994 als Things vriendin. Haar stem werd hierin gedaan door Pauline Arthur Lomas.

- In de nooit uitgebrachte film The Fantastic Four werd Alicia gespeeld door Kat Green.

- Alicia werd gespeeld door Kerry Washington in de Fantastic Four film uit 2005 en eveneens in diens opvolger Fantastic Four: Rise of the Silver Surfer uit 2007. Opvallend is dat deze versie van Alicia een Afro-Amerikaan is, terwijl in de strips Alicia altijd wordt neergezet als een blanke vrouw.

- Alicia verscheen tevens in het Fantastic Four videospel gebaseerd op de film, waarin Mr. Fantastic en Thing haar moeten redden van de Mole Man en zijn handlangers.

- Alicia verscheen in de Fantastic Four animatieserie uit 2006. Hierin is ze net als in de film een Afro-Amerikaan. Haar stem werd gedaan door Sunita Prasad.